# Ozuna
Juan Carlos Ozuna Rosado (sinh 13 tháng 3 năm 1992), là nam ca sĩ người Puerto Rico. Anh đã phát hành hai album ca nhạc Odisea (2017) và Aura (2018) Nibiru (2019).

## Thời thơ ấu
Ozuna sinh ra tại San Juan, mẹ anh là người Puerto Rico còn cha anh là người Dominica. Năm 2010, Ozuna chuyển đến New York và sống tại đây trong ba năm.